# المتحف الأثري بحيدرة
المتحف الأثري بحيدرة هو متحف أثري تونسي يقع قبالة الموقع الأثري بحيدرة، في ولاية القصرين. تم افتتاح المتحف في 2018.

## التاريخ
بدأت أشغال المتحف في حوالي سنة 2007، ولكنها توقفت بعد الثورة التونسية في 2011. إنطلقت الأشغال ثانية في 2017، وتم افتتاحه في 15 مايو 2018 من قبل وزير الشؤون الثقافية محمد زين العابدين.

## المجموعات
يقع المتحف بالمبنى المعروف بالبرج والذي تم تشييده سنة 1886 ليكون مكتبا حدوديا من الجزائر. تبلغ مساحته 176 مترًا مربعًا، وهو متكون من قاعتي تعرض مجموعات الأثرية ترجع للفترات الرومانية والبيزنطية والإسلامية.

أهم قطع المتحف:
- 12 نقيشة جزائرية وثنية ومسيحية منها ثلاث لوحات فسيفساء جزائرية والبقية منقوشة على الحجارة الكلسية.
- تمثال جنائزي كبير من الرخام لإينولا كرابريا.
- لوحة فسيفسائية ذات مشاهد ميثيولوجية تجسد أوديسيوس وعرائس البحر.
- تمثال صغير من الرخام للآلهة فينوس.
- لوحة جدول للتقويم الزمني حسب أشهر السنة، يعتمد لتحديد أوقات الصلاة اليومية.
- نقيشة تخلد إنشاء جسر على وادي الناقص من طرف جيوش الفيلق الأوغسطي الثالث سنة 123 ميلادي.
- علامة ميلية وجدت على حافة الطريق الرومانية الرابطة بين أميدرة (حيدرة قديما) وتفاست (تبسة قديما).
- تمثال من الرخام لمصارع حيوانات وحشية.
- صورة فوتوغرافية لفسيفساء أميدرة التي تحتوي على جزر ومدن حوض المتوسط الشرقي.
- مجسم لكنيسة الشهداء أو كنديدوس.